# Мержойці
Мержойці, Мержой, Мереджой, Мерджой (галанчож., інгуш. та чеч. Мержой, Мерджой) — тайп орстхойців, що входить в історичний етнотериторіальний союз (компонент в етногенезі вайнахів). Ідентифікують себе у складі чеченців та інгушів. Сучасне прізвище — Мержоєви.

## Загальні відомості
Видна кавказознавиця Є. Куншева (1899—1990 роки) відносила тайп Мережой періоду XVII століття не до орстхойців, а до чеченців, однак пізніше інша дослідниця Кавказу — Н. Волкова (1931—1997 роки), на підставі етнографічних матеріалів, включила цей старовинний тайп до складу суспільства орстхойців/карабулаків. Згідно з даними ініціативної групи орстхойців, що направили відкритий лист-статтю до грозненської газети «Комсомольське плем'я», основними селищами, де живуть представники тайпу Мержой є (на 1990 рік):

## Розселення
- В Інгушетії — Алхасти (Сунженський район), місті Сунжа та інших населених пунктах Інгушетії.
- У Чечні компактно Мержой проживають у селах — Бамут (Ачхой-Мартанівський район), було засноване мержойцями спільно з іншим орстхойським тайпом — Гандалою.
- Ачхой-Мартан
- Катар-Юрт
- Валерик
- Самашки
- Асиновська
- Сірноводська
- Хасав'юрт

## Історія
Перші згадки товариства Мержой зафіксовані у двох російських документах початку XVII століття — «Чолобитна служивих „окочан“ Терського міста, подана в Терській приказній ізбі, про утиски з боку кабардинського кн. Сунчалея Янгличевича Черкаського» (1616 рік раніше жовтня 6-го) і "Відписка терського воєводи Н. Вельямінова до Посольського приказу про принесення шерті кабардинським мурзою Алегукою Шегануковим і про прохання кабардинських мурз прислати до них ратних людей для спільної боротьби з ногайськими татарами (1619 пізніше травня 4-го). Поряд з іншими «гірськими земляцями» тут зустрічається назва «Мерезі», яку Є. н. Кушева переконливо зіставляє з ім'ям «Мереджой», що у літературі ХІХ століття. Відомості XVII століття є взагалі першими документальними свідченнями про народність орстхойців. Крім російських джерел, існує згадка голландським політиком і дослідником Н. Вітсеном (1641—1717 роки) суспільства Mereschey, також пов'язане з тайпом Мержой.
Мережой перебувають у кревній спорідненості з Гулой та Хайхарой. Щоб зберегти історичний зв'язок з родовими поселеннями Ґул, Мереджі та Хайх на початку XX століття деякі вихідці з цих сіл стали писати свої прізвища як Гулієві, Мержоєві та Хайхароєви, а інша частина поселенців Гул, Мереджі та Хайх — за іменами своїх предків.